# María O’Higgins

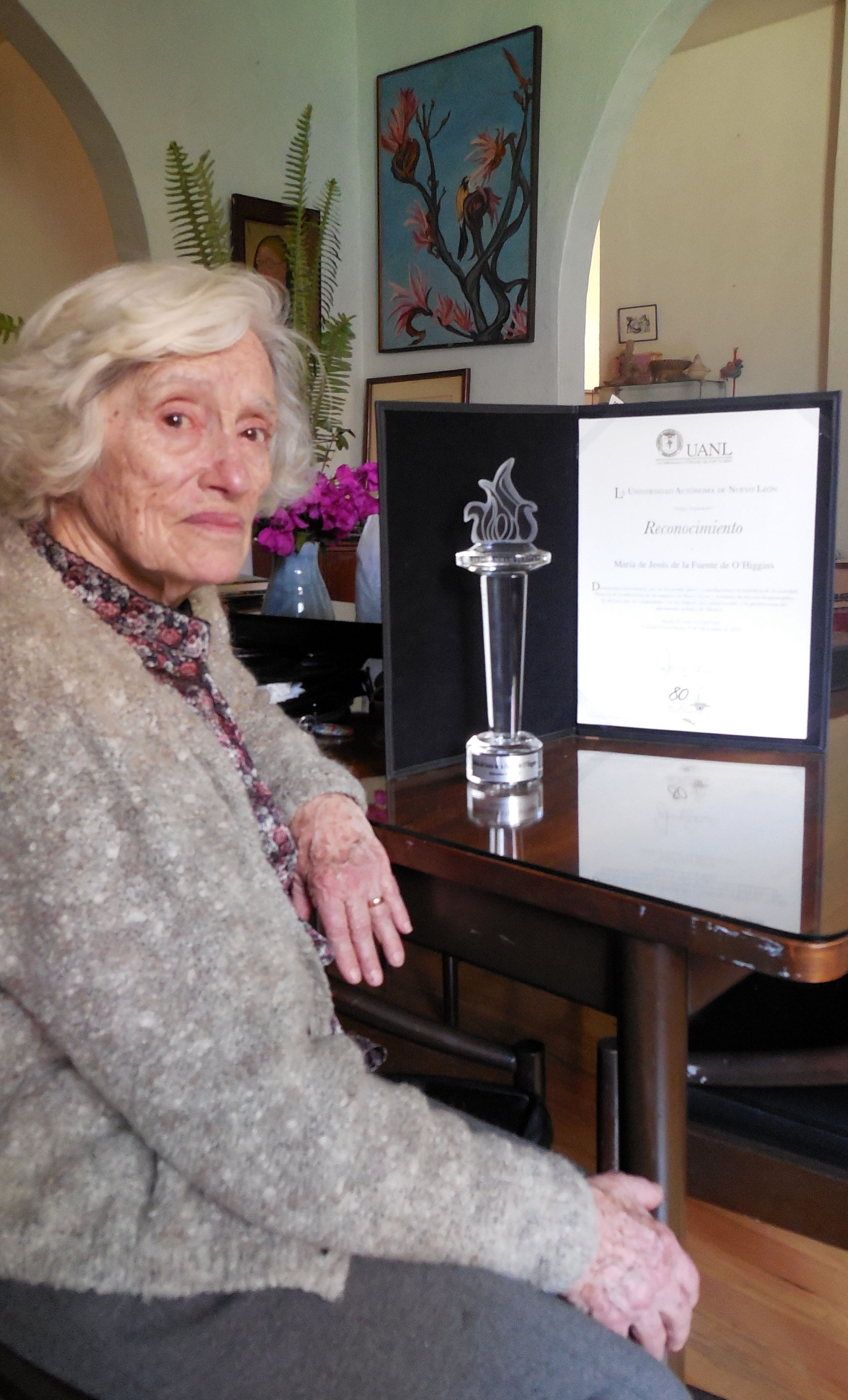
María O’Higgins

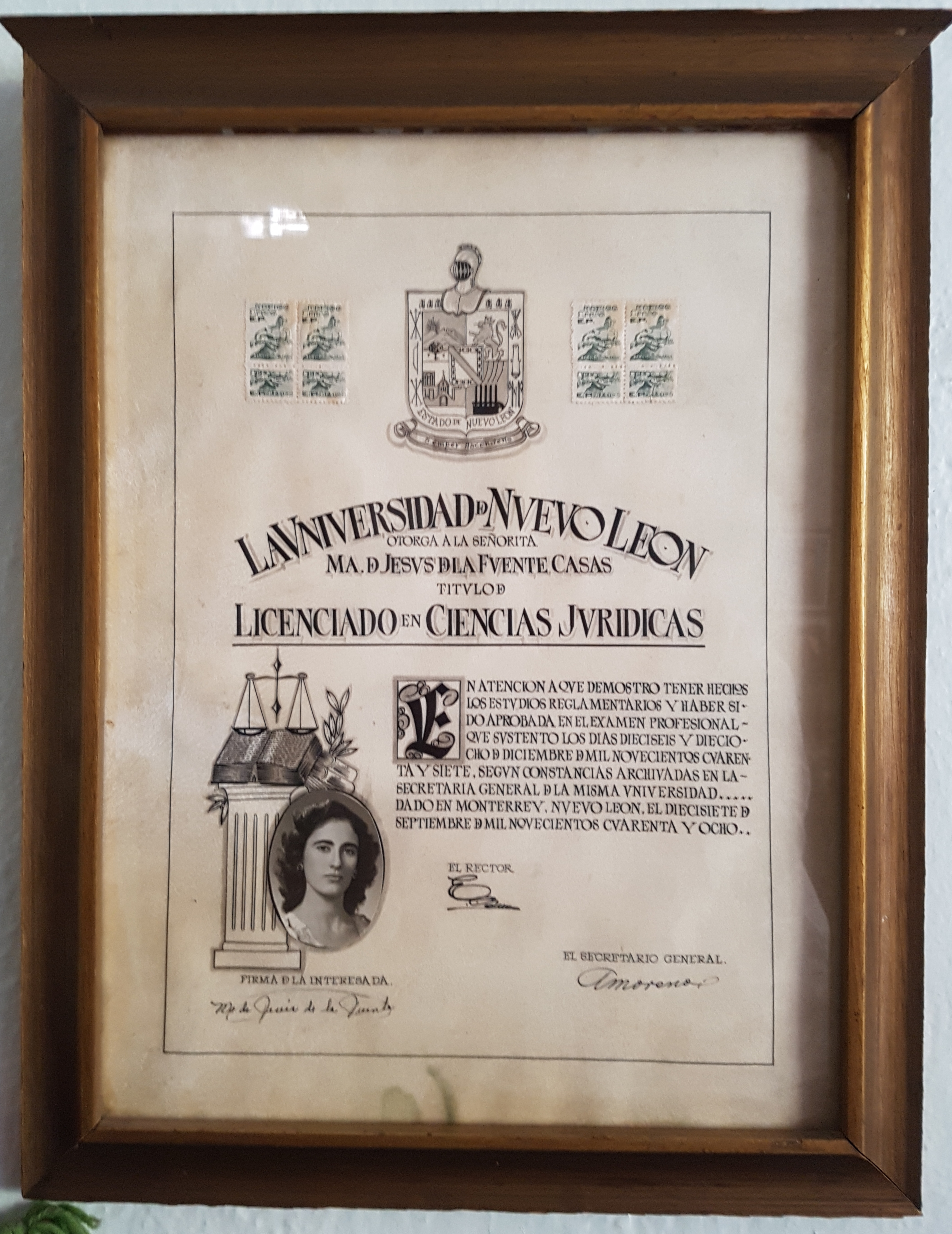
Diplom der Universidad de Nueva León

María O’Higgins (* 18. Oktober 1920 in Rayones, Nuevo León; † 21. Dezember 2021 in Mexiko-Stadt), Geburtsname María de Jesús de la Fuente Casas,  war eine mexikanische Rechtsanwältin, bildende Künstlerin und feministische Aktivistin.

## Leben
María de Jesús de la Fuente studierte als erste weibliche Absolventin Rechts- und Sozialwissenschaften an der Universidad de Nueva León in Monterrey. Bereits während des Studiums beschäftigte sie sich mit Malerei und studierte anschließend mit Unterbrechungen Bildende Kunst an der Universidad de Nueva León. 1947 gründete sie die Facultad de Trabajo Social y Desarrollo Humano an derselben Universität.
Als Rechtsanwältin setzte sie in den 1950er Jahren durch, dass mittellose Frauen, die sich vor Gericht verantworten mussten und häufig Opfer von Misshandlung waren, kostenlos anwaltlichen Beistand bekamen.
1958 lernte sie den aus Utah stammenden Maler und Muralisten Pablo O’Higgins kennen und heiratete ihn im Mai 1959. In den 1960er Jahren arbeitete sie mit ihm zusammen an den Wandgemälden im Museo Nacional de Antropología.
Nach dem Tod des Ehemannes im Juni 1983 hütete sie seinen Nachlass im Atelier des gemeinsam bewohnten Hauses im Stadtteil Coyoacán von Mexiko-Stadt. Die dort gesammelten Werke sind vom Centro Nacional de Investigación, Documentación e Información de Artes Plásticas offiziell katalogisiert und dokumentiert. Sie koordinierte Ausstellungen seiner Werke in Mexiko und im Ausland. 2017 schenkte sie dem Museo Mural Diego Rivera 14 Entwurfsskizzen zu sieben seiner Wandgemälde. Ihr Angebot, die Sammlung der Nationalen Autonomen Universität zu schenken, konnte diese nicht annehmen. Erst 2020 konnte sie der Fakultät für Architektur 216 Graphitzeichnungen schenken: Die Reihe Los Albañiles stellt arbeitende Männer, Frauen und Kinder im Mexiko der 1930er bis 1950er Jahre dar.

## Rezeption
Die mexikanische Kulturministerin Alejandra Frausto kündigte für 2022 eine Hommage an María O’Higgins an und würdigte sie mit den Worten:

„María fue piedra angular de la construcción del país como lo conocemos ahora, pionera en la defensa de los derechos de la mujer, puso sus pies en el camino de la defensa de las y los más vulnerables; siempre serás recordada como una luchadora incansable, profesora generosa y artista solidaria, comprometida con la promoción cultural“

„Maria war ein Eckpfeiler beim Aufbau des Landes, wie wir es heute kennen, eine Pionierin bei der Verteidigung der Frauenrechte und Vorreiterin bei der Verteidigung der Schwächsten. Sie wird uns immer als unermüdliche Kämpferin, großzügige Lehrerin und solidarische Künstlerin in Erinnerung bleiben, die sich für die Förderung der Kultur einsetzte.“

Die Leiterin des Instituto Nacional de Bellas Artes y Literatura, Lucina Jiménez López sagte:

«María representa la voz de una mujer adelantada en su tiempo, defensora de los derechos de las mujeres, consciente del valor patrimonial que representaba el acervo que construyó con Pablo O’Higgins. Por fortuna, con ella trabajamos en la selección del acervo que debía formar parte del patrimonio artístico del pueblo de México …»

„Maria steht für die Stimme einer Frau, die ihrer Zeit voraus war: eine Kämpferin für Frauenrechte, des bleibenden Wertes der Sammlung bewusst, die sie zusammen mit Pablo O'Higgins aufbaute. Glücklicherweise arbeiteten wir mit ihr zusammen bei der Auswahl der Sammlung, die Teil des künstlerischen Erbes des mexikanischen Volkes werden soll …“